# Jennifer Forsberg
Jennifer Forsberg, född 1970, är en svensk konstnär och sedan 2008 rektor vid Österlenskolan för konst och design i Simrishamn.

## Biografi
Forsberg är utbildad på Högskolan för design och konsthantverk vid Göteborgs universitet 1992–1998 MFA med inriktning keramik, samt vid Konstakademien i Reykjavik vid Iceland Academy of the Arts (IAA) 1995. Hon är sedan 2001 verksam i Eljaröd i Skåne, där hon arbetar skulpturalt med utgångspunkt i keramik oberoende av skala.
Hon har haft separatutställningar bland annat på Sölvesborgs konsthall, Galleri Mårtenson & Persson, Tjörnedala Konsthall i Baskemölla som drivs av Östra Skånes Konstnärsgille samt deltagit i samlingsutställningar bland annat på Kulturhuset i Stockholm, Liljevalchs konsthall, Svenskt Tenn och Sven-Harrys konstmuseum.
Forsberg är medlem i Konsthantverkcentrum som 2009-11 tillsammans med Österlenskolan för konst och design drev POFF – praktisk fortbildning inom området platsspecifik konstnärlig gestaltning i privat och offentlig miljö.
På uppdrag av Statens konstråd utförde hon 2009 ett verk i offentlig miljö för Resurscenter syn vid Specialpedagogiska enheten i Örebro. Hon utförde 2011 verk i offentlig miljö för Karlsrobadet i Eslöv 2011. Under 2013 invigdes i Farsta, Kvarteret Sandhamn, hennes konstnärliga gestaltning "Här, nu".

## Stipendier
- Henry Mayne stipendiet,
- IASPIS (åtskilliga tillfällen),
- Estrid Ericsons Stiftelse (åtskilliga tillfällen)